# 我相
我相是一个佛教术语，屬於四相之一，係指以蘊處界為我。五蘊為色、受、想、行和識，涵蓋了十八界－眼根、耳根、鼻根、舌根、身根、意根。指一切受想行识都以「我」的好恶为出发点，这个「我」是指人心的假我，也就是「意识的我」，所以会有「我执」和「法执」产生。
《大寶積經》：「由不祥法與之相應。瞋忿毒心及不覆蔽。不覆蔽者不觀我想。不觀察者作一合想。不能銷滅我及我所。何名為我執。不實故。住種種想造諸世業。若如是者。彼執我相以為其我。」